# Сонора
Сонора (шп. Sonora), држава је у северозападном делу Мексика. Граничи се са државама Чивава, Синалоа, Доња Калифорнија, Нови Мексико и Аризона, док на западу излази на Калифорнијски залив. Она представља другу по величину мексичку државу, а заузима око 9,2% укупне територије Мексика.
Подељена је на 72 општине од којих свака има свог председника, док се на челу државе налази гувернер.

## Историја
Шпанци су почели да истражују ову територију у првој половини 16. века, а током наредног периода Сонора је постала значајан колонијални центар за експлоатацију бакра, злата, сребра и других рудних сировина.
Статус државе је добила 1824. године, али индијанска племена Јаки на њеној територији нису покорена све до почетка 20. века.

## Географија
Престоница Соноре је град Ермосиљо. Сонора излази на Кортезово море или Калифорнијски залив, преко кога је повезана са Пацификом. Ово је веома значајно за развој привреде земље. Због границе са Сједињеним Америчким Државама, она остварује блиске економске, културне и политичке везе са Аризоном, Новим Мексиком и Калифорнијом. 

## Економија
Главне привредне гране су: рударство, сточарство, риболов и пољопривреда. Земља је углавном неплодна или делимично плодна, тако да се великим делом наводњава. Од биљних култура највише се гаје: житарице, памук, дуван и кукуруз.

## Становништво
| 1990.     | 1995.     | 2005.     | 2010.     |
| --------- | --------- | --------- | --------- |
| 1 823 606 | 2 085 536 | 2 394 861 | 2 662 480 |